# Delaito da Noarna
Delaìto (Delaitus o Delaidus) da Noarna (1260? – Trento, 1323) è stato un notaio italiano, suddito del Principato vescovile di Trento, vissuto a Trento nei primi decenni del XIV secolo (Noarna è frazione di Nogaredo, in Vallagarina, Trentino).

## Biografia
Del suo operato in quanto notaio non sappiamo quasi nulla, ma ci sono rimaste molte notizie della sua attività economica (soprattutto acquisti di case e terreni; esercitava anche l'attività di prestito ed era interessato agli appalti pubblici). Fu procuratore dei vescovi Bartolomeo II Querini  e Enrico di Metz, del Capitolo della cattedrale di Trento e di una vasta clientela laica ed ecclesiastica.
Fece testamento il 15 aprile 1323; chiese di essere sepolto presso la Cattedrale di San Vigilio, nel monumento da lui costruito; costituì erede universale il figlio Giacomo; morì prima del 21 novembre 1323. Giacomo vendette progressivamente i beni paterni e morì prima del 1328; il patrimonio fu incamerato dai signori di Schenna, una nobile famiglia tirolese.
L'interesse per le vicende di Delaìto deriva dal fatto che esiste un corpus archivistico di discreta entità (una cinquantina di pergamene) che permette di ricostruire la sua attività. Le pergamene sono conservate nelle serie del Tiroler Landesarchiv di Innsbruck. Si tratta di quel che resta di un archivio personale, o familiare, risalente ad un'epoca per la quale possediamo ben pochi archivi privati, di solito relativi a famiglie di ben altro spessore.